# Guillemot (oiseau)
Pour les articles homonymes, voir Guillemot.
Taxons concernés
Trois genres :
- Uria
- Cepphus
- Synthliboramphusmodifier

Guillemot est le nom vernaculaire de plusieurs espèces d’oiseaux de mer de l’hémisphère nord de la famille des Alcidés.
D’après Buffon, ce terme proviendrait de son nom anglais qui signifierait niais en anglais. Cependant, d’après Pierre Belon, ce terme proviendrait du prénom Guillaume.

## Liste d'espèces appelées «guillemot»
- guillemot de Brünnich - Uria lomvia
- guillemot colombin - Cepphus columba
- guillemot à cou blanc - Synthliboramphus antiquus
- guillemot de Craveri - Synthliboramphus craveri
- guillemot du Japon - Synthliboramphus wumizusume
- guillemot de Kittlitz - Brachyramphus brevirostris
- guillemot à long bec - Brachyramphus perdix
- guillemot à lunettes - Cepphus carbo
- guillemot marbré - Brachyramphus marmoratus
- guillemot à miroir - Cepphus grylle
- guillemot de Xantus Synthliboramphus hypoleucus
- guillemot de Troïl - Uria aalge